# Historische Stadtinformation

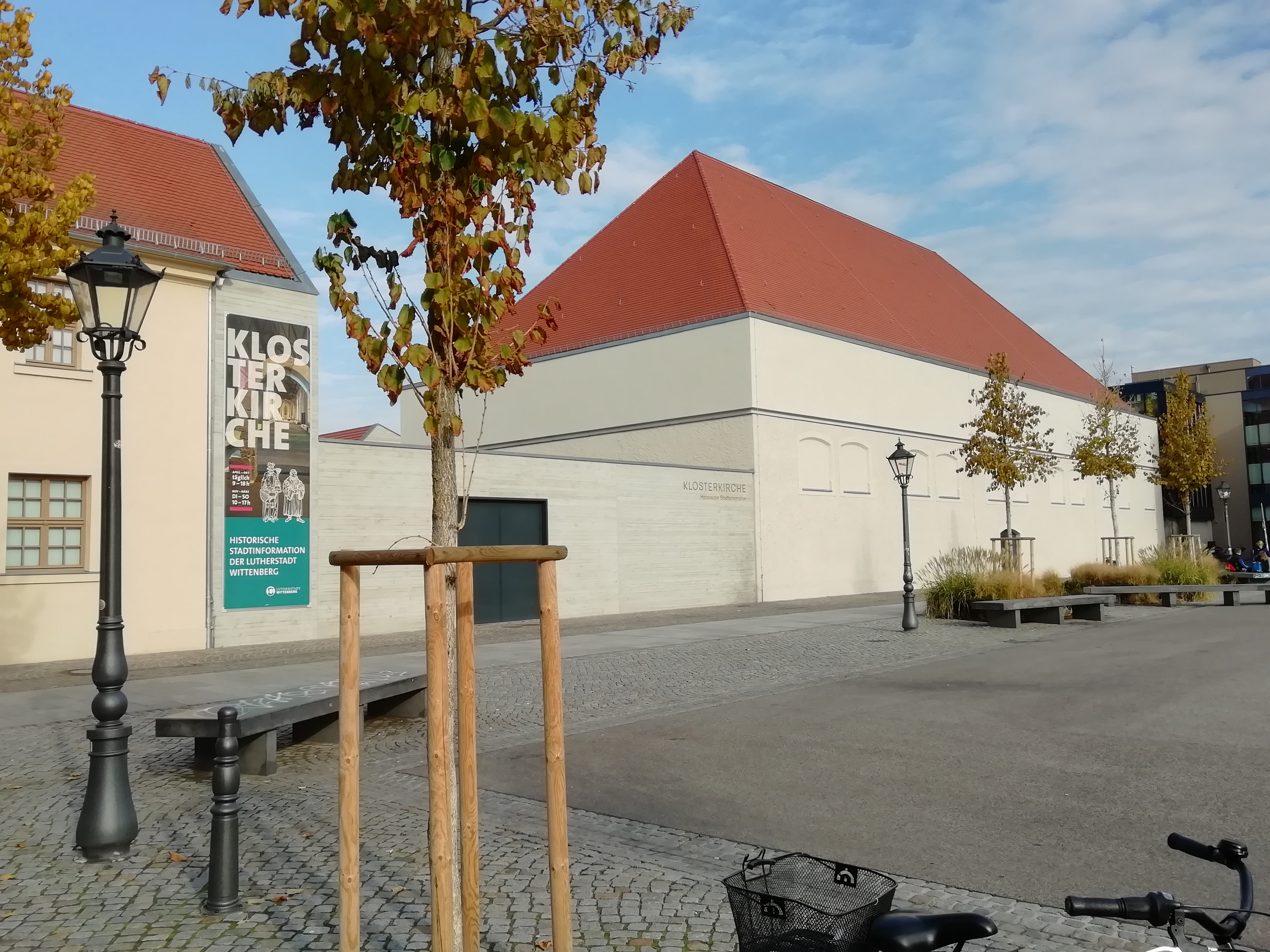
Klosterkirche – Historische Stadtinformation der Lutherstadt Wittenberg

Die historische Stadtinformation ist ein stadthistorisch ausgerichtetes Ausstellungsgebäude in Lutherstadt Wittenberg, das sich besonders mit der Dynastie der Askanier befasst. Es befindet sich in einem ehemaligen Franziskanerkloster und wird durch das Stadthaus betreten.

## Gebäude
Das Kloster wurde laut einer erhaltenen Urkunde im Jahre 1227 durch Helena, die Frau Albrechts von Askanien, des ersten Herzogs von Sachsen, gegründet. Die ansässigen Mönche waren Franziskaner. Das Kloster gehörte zur Franziskanerprovinz Saxonia. Während des 13. und 14. Jahrhunderts erfolgte der Ausbau des Komplexes, der in weiten Teilen bereits deckungsgleich mit den heute erhaltenen Anlagen war. Innerhalb der damaligen Stadt nahm die Kirche eine zentrale Stellung ein, insbesondere nachdem die Askanier die Kirche um 1270 zum Ort ihrer Familiengrablege machten und Wittenberg zu ihrer Residenz ausbauten. Seit dem 15. Jahrhundert verlagerte sich das Wittenberger Zentrum verstärkt zum heutigen Alten Markt. Die vergrößerte Stadtkirche lief der Klosterkirche den Rang als Zentralkirche der Stadt ab. Die Schlosskirche dagegen diente den jeweiligen Herrschern als Kultort und Begräbnisplatz. Diese Entwicklung verschärfte sich noch mit der Reformation und der Säkularisation. Ab 1536 wurde das umgebaute Gebäude als Kornspeicher genutzt. Das Kloster wurde aufgegeben und im Laufe der Jahrhunderte für verschiedene zivile Zwecke genutzt, vielfach als Lager. Teile des Gebäudes verfielen und wurden abgetragen. Nachdem in den 1990er-Jahren verschiedene Nutzungsmöglichkeiten erwogen worden waren, war zunächst die Unterbringung von städtischen Büros vorgesehen, die um Veranstaltungsräume und kleinere Ausstellungsräume ergänzt werden sollten. Mit der Entdeckung der Grablege der Askanier 2009 kam es zu einer Umorientierung mit dem Ziel einer stärkeren musealen und öffentlichen Nutzung des Gebäudes.

## Konzept
Mit der Historischen Stadtinformation ist im Oktober 2015 das letzte Element des Zentralen Besucherempfangs am Arsenalplatz der Lutherstadt Wittenberg fertig gestellt worden. Die drei weiteren Teile dieses Konzeptes sind das Stadthaus (als Empfangs- und Tagungsgebäude), das Ratsarchiv Wittenberg sowie die Tourist- und Stadtinformation. Besucher der Stadt sollen sich in den sanierten Gebäuden erste Informationen zu ihrem Besuch holen und einen Überblick über die Geschichte der Stadt bekommen. Zusammen mit dem Museum der städtischen Sammlungen im Zeughaus bildet das Franziskanerkloster ein Forum, das die Sammlungen zur Stadtgeschichte und Prähistorie der Region mit den überregional ausgerichteten Sammlungen zur Naturkunde und Ethnologie in einem musealen Konzept vereint.

## Dauerausstellung
Die Auffindung der Gruft des Kurfürsten Rudolf II. mit seiner Frau und seiner Tochter war eine Überraschung: Bisher war von einer Umbettung der Gebeine im 16. Jahrhundert ausgegangen worden. Daraufhin wurden die Planungen für das Stadthaus bzw. die Klosterkirche geändert und man entwickelte Pläne für einen besonderen Erinnerungsort zu dieser Epoche. Die Dauerausstellung der Historischen Stadtinformation vermittelt Informationen zur Herrscherdynastie der Askanier und stellt deren Einfluss auf die Stadt Wittenberg, das Land Sachsen-Anhalt und den gesamten mitteldeutschen Raum heraus. Die Ausstellung ist dabei biografisch orientiert und setzt dabei neben der Präsentation originaler Exponate und archäologischer Funde auf die Musealisierung des Gebäudes selbst. Durch Überblendtechniken und Projektionen soll der Eindruck einer Kathedrale entstehen. Diese Raumgestaltung wurde vom Landesamt für Denkmalpflege und Archäologie Sachsen-Anhalt entwickelt.